# Iris aucheri
Iris aucheri là một loài thực vật có hoa trong họ Diên vĩ. Loài này được (Baker) Sealy miêu tả khoa học đầu tiên năm 1949 publ. 1950.